# Cha cha cha!
Cha Cha Cha! es un EP de estudio del grupo de funk chileno Los Tetas.

## Lista de canciones
| Cha Cha Cha! |                                     |          |  |
| N.º          | Título                              | Duración |  |
| 1.           | «Cha Cha Cha»                       | 3:35     |  |
| 2.           | «Corazón de Sandía (Parte II)»      | 5:58     |  |
| 3.           | «La Risa del Diablo (Remezcla)»     | 4:13     |  |
| 4.           | «La Risa del Diablo (Instrumental)» | 4:09     |  |

## Listas
| Publicación | País | Lista | Año | Puesto |
| ----------- | ---- | ----- | --- | ------ |

- Datos: Q24938491